# Nuncia sulcata
Nuncia sulcata is een hooiwagen uit de familie Triaenonychidae.